# 遠期利率協議
遠期利率協議（Forward Rate Agreement），香港譯作利率套戥協議，為遠期合約的一種。在合約開始之先，買賣雙方會定下一（固定）協議利率，然後再根據合約期滿時的（浮動）參照利率由負方支付差額。買方為固定利率支付者，賣方為浮動利率支付者。合約一般都以倫敦同業拆息(LIBOR) 或歐元同業拆息(EURIBOR) 作為參照利率。
合約期滿之差額計算如下︰利率差距 X 協議本金 X 日數
如參照利率比協議利率為高，賣方需支付買方合約差額。相反，如協議利率比參照利率為高，買方需支付賣方合約差額。